# Moulin d'Yonville
Pour les articles homonymes, voir Yonville (homonymie).
Le moulin d'Yonville est un moulin à vent, situé sur le territoire de la commune de Citerne, dans le département de la Somme.

## Historique
Le moulin a été construit entre 1860 et 1865, pour Adolphe Bouly, meunier âgé de 29 ans. 
Pendant la Seconde Guerre mondiale le moulin Bouly servit d’observatoire à l’armée française et ensuite à l’armée allemande. Le moulin cessa son activité en 1952-1953.
Il a été décapité il y a peu lors d'une forte tempête, ses ailes ont même pris la foudre. Le toit est à présent à côté de la tour, recouvert de tôles, l'axe moteur est encore présent mais le moulin est en très mauvais état.
Le moulin est protégé au titre des monuments historiques : inscription par arrêté du 4 novembre 1994.

## Caractéristiques
Le moulin d'Yonville est situé dans la cour d'une ferme, à la sortie du village, sur la route d'Oisemont. 
Ce moulin-tour octogonal en bois, à toiture pivotante, est un des derniers témoins des progrès de la mécanisation de la meunerie au XIXe siècle : il était équipé d'un papillon d'orientation automatique des ailes au vent, système inventé en 1745, par Edmund Lee, en Angleterre.
Le « papillon » était une petite éolienne fixée à l’opposé des ailes. En prenant le vent, elle entraînait une vis sans fin et une crémaillère en bois, circulaire et fixe, qui faisait pivoter la toiture.
Adolphe Bouly équipa également son moulin d'ailes à jalousies (volets de bois montés sur ressorts qui s’ouvrent plus ou moins selon la force du vent). C'est un exemplaire unique en Picardie de ce type de moulin.